# Collégiale Notre-Dame de l’Assomption de Crécy-la-Chapelle
La collégiale Notre-Dame de l’Assomption de Crécy-la-Chapelle est un édifice religieux situé à Crécy-la-Chapelle en Seine-et-Marne. La collégiale est classée au titre des monuments historiques en 1846.

## Historique

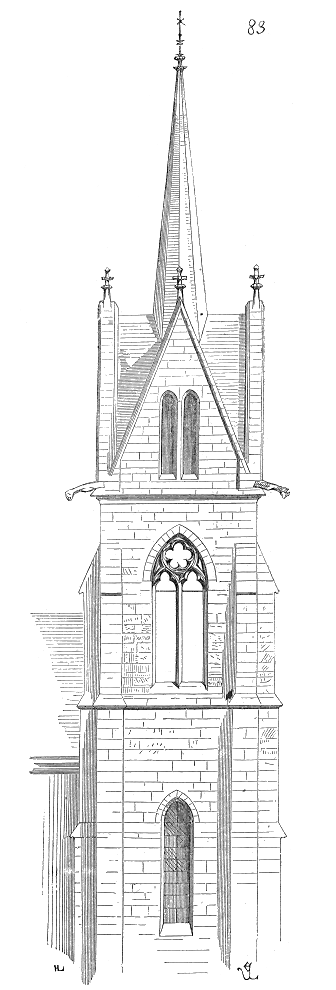
Le clocher par Eugène Viollet-le-Duc.

À l'origine, il y avait le petit oratoire de Vignely, fondé en 1123, dépendant du prieuré de Saint-Martin-du-Vieux-Crécy. Ce prieuré était une dépendance de l'abbaye Saint-Martin-des-Champs depuis 1143.
C'est en 1202 qu'Anseau de Garlande, évêque de Meaux, érige l'oratoire en église paroissiale et collégiale. L'église collégiale comptait six chanoines dont l'archidiacre de Brie et le prieur de Saint-Martin. Ce nombre a été porté à huit en 1220 après une donation par Dreux de Châtillon. D'autres donations ont permis de construire la collégiale au milieu du XIIIe siècle. 
Après les ravages causés par la guerre de Cent Ans et la prise de Crécy par les Anglais en 1421, les quatre premières travées de la nef sont reconstruites au XVe siècle et l'église est consacrée le 16 mai 1429. Les crues du Morin nécessitent la pose de tirants de fer pour tenir les voûtes vers 1641 et de surhausser le dallage de l'église en 1641, 1676 et 1730. L'insuffisance en ressources des chanoines a amené l'évêque Dominique de Ligny à supprimer le chapitre en 1676. L'église est restée ouverte pendant la Révolution.
Des travaux de restauration de la couverture sont entrepris en 1826 et une sacristie est aménagée entre les contreforts de la 5e travée du bas-côté nord. En 1849-1850, sous la direction de l'architecte Pierre-Joseph Garrez, des travaux de remise en état des combles et d'étaiement des arcs-boutants sont entrepris. Eugène Millet a ensuite réparé les contreforts de la nef et du chœur, refait des arcs-boutants et ajouté un niveau d'arcs-boutants qu'il a dissimulé sous les combles des bas-côtés tout en maintenant les tirants, en 1854-1857. Une nouvelle sacristie est refaite contre le bas-côté sud, en 1861. L'architecte Maximilien Mimey a refait les fenêtres hautes en 1867-1870. Les arcatures, le triforium et les voûtes du chœur sont restaurés en 1895 et le petit portail nord entre 1905 et 1907.

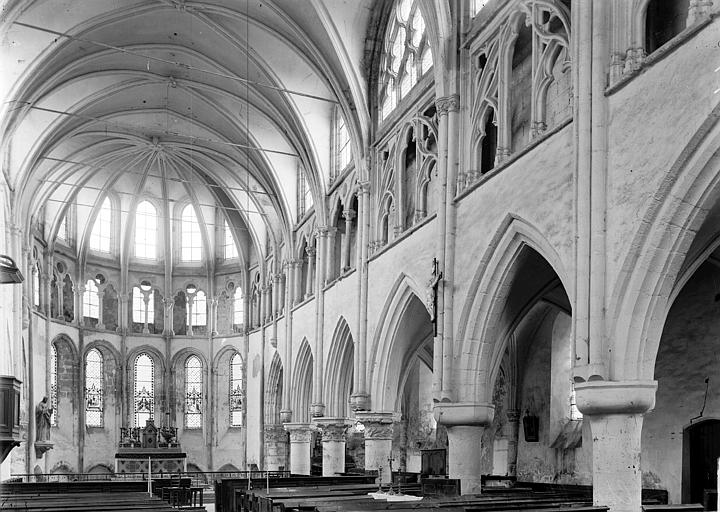
La nef et le chœur

## Protection
L'église est classée au titre des monuments historiques en 1846.
Au XVIe siècle, le ru de Vaudessart qui coule à proximité est détourné et voit son lit rétréci à l'occasion de la reconstruction du château de Crecy à proximité. La capacité du ru devient insuffisante en cas de pluies et les marais alentours furent envahis, tout comme la collégiale régulièrement inondée.
Le dallage fut rehaussé à plusieurs reprises (1641, 1676, 1730) mais les infiltrations continuent mettant en péril le monument. En 1980, des travaux de rabaissement du sol à son niveau originel sont engagés et des pompes électriques automatiques sont posées pour évacuer l’eau.
Enfin, en 1994 la collégiale est fermée par sécurité pour dix années de profonds travaux de reprise en sous-œuvre, assèchement des murs et du terrain alentour, drainage des sous-sols et restauration des pierres abîmées. Elle rouvre au culte et à la visite en 2005.

## Description
Le plan général de l'église comprend une nef de six travées et un chœur terminé par une abside heptagonale. Les deux bas-côtés encadrant la nef sont terminés par des absidioles biaises.
Le chœur est couvert par une seule voûte d'ogives de douze branches rayonnant autour d'une clé centrale. Les absidioles sont couvertes d'une voûte d'ogives à sept branches remontant au XIIIe siècle.

La collégiale Notre-Dame de Crécy-la-Chapelle
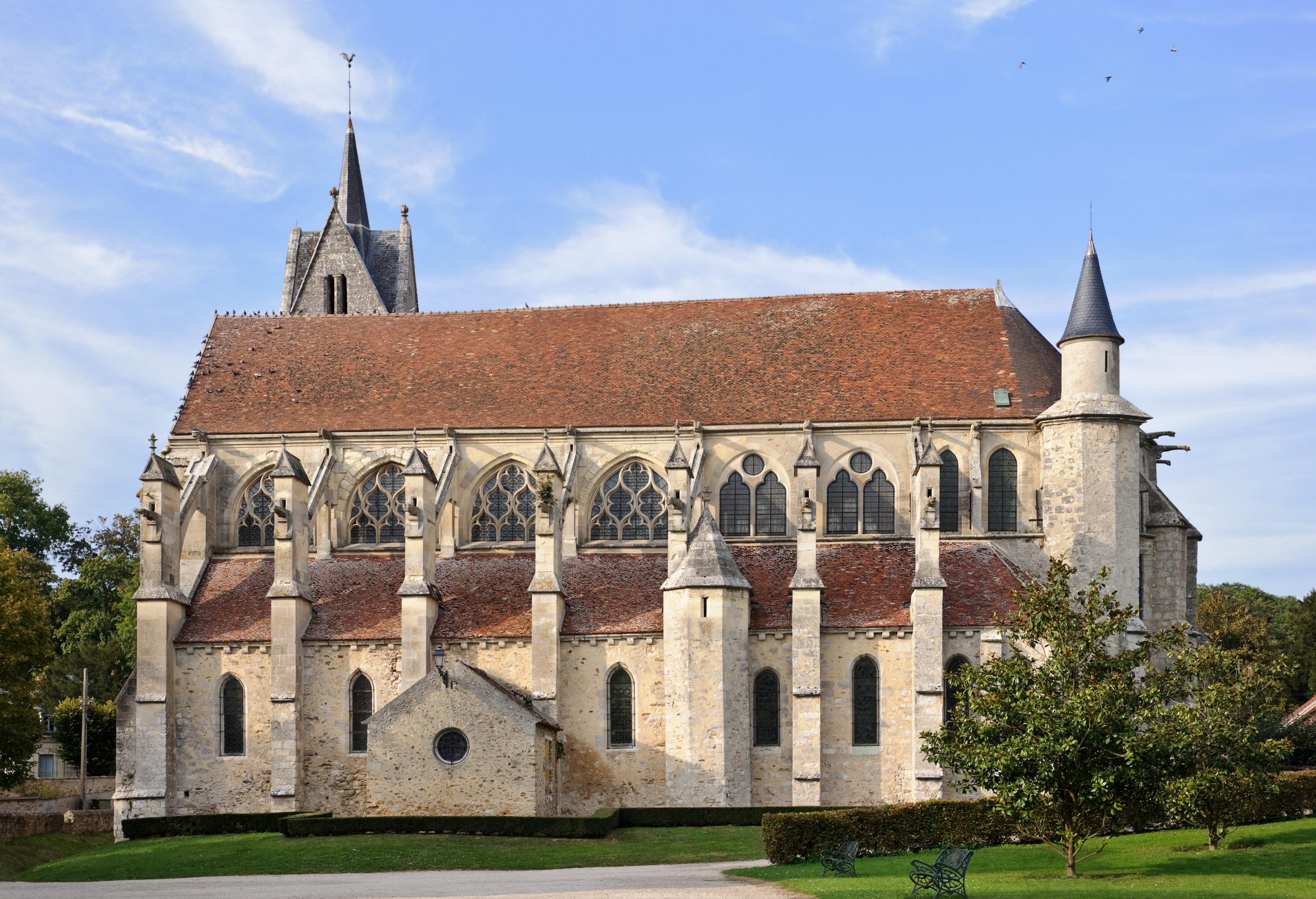
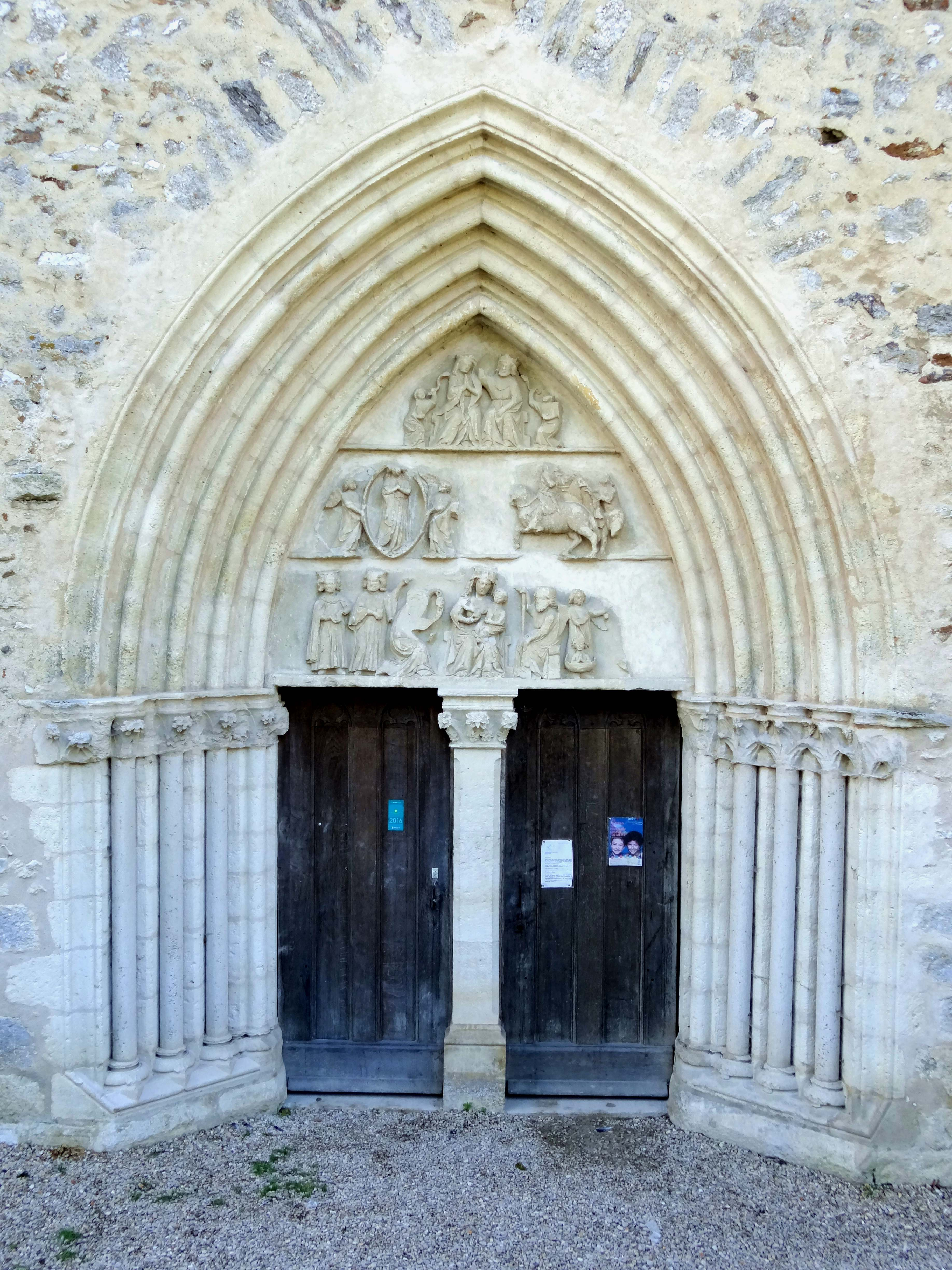
Portail occidental
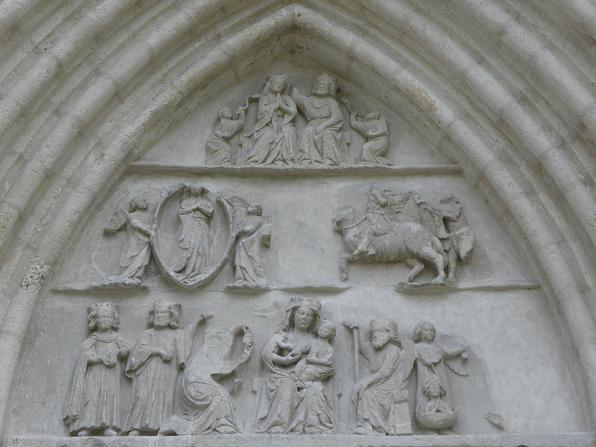
Tympan du portail occidental.
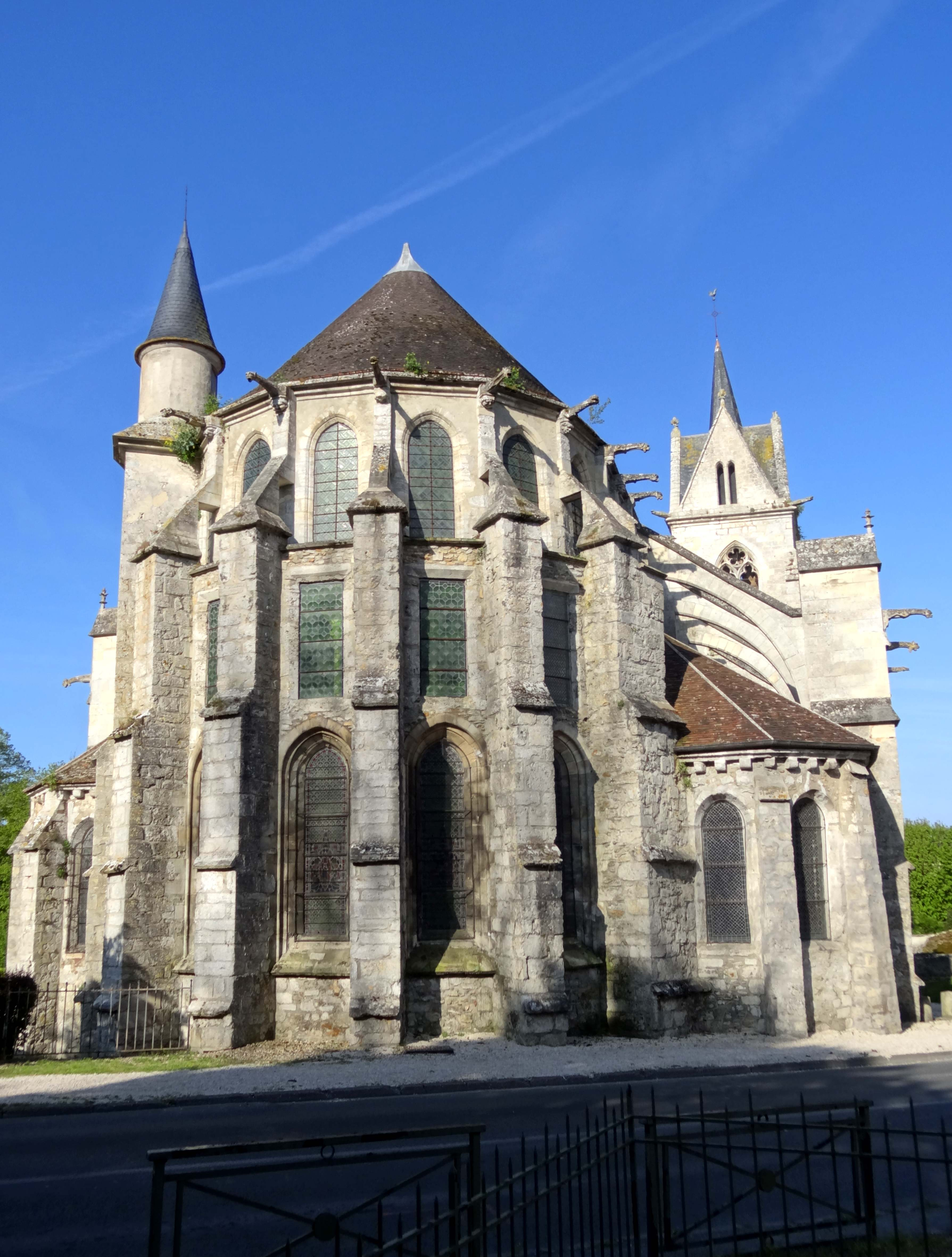
Chevet.
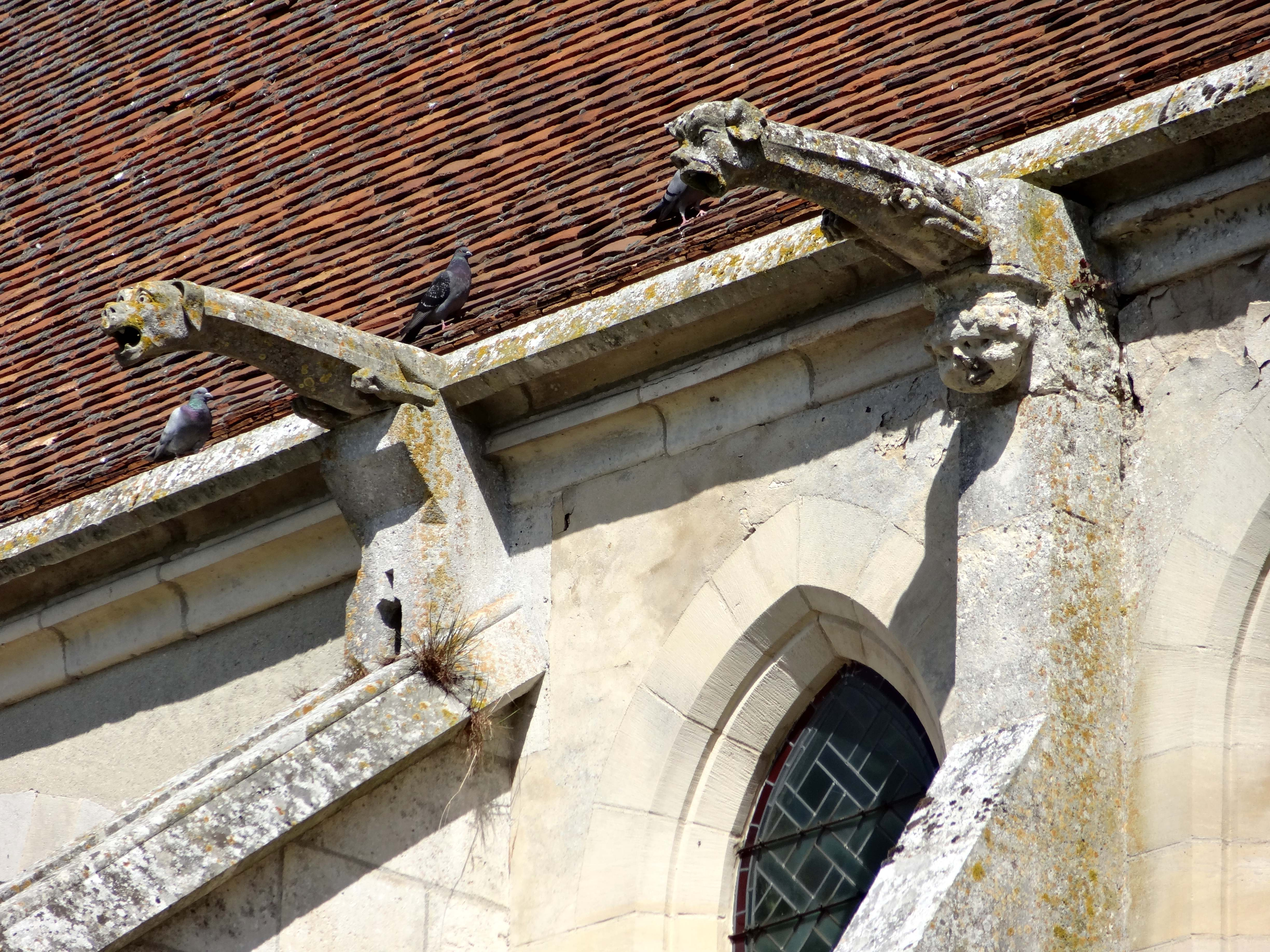
Gargouilles du côté sud.
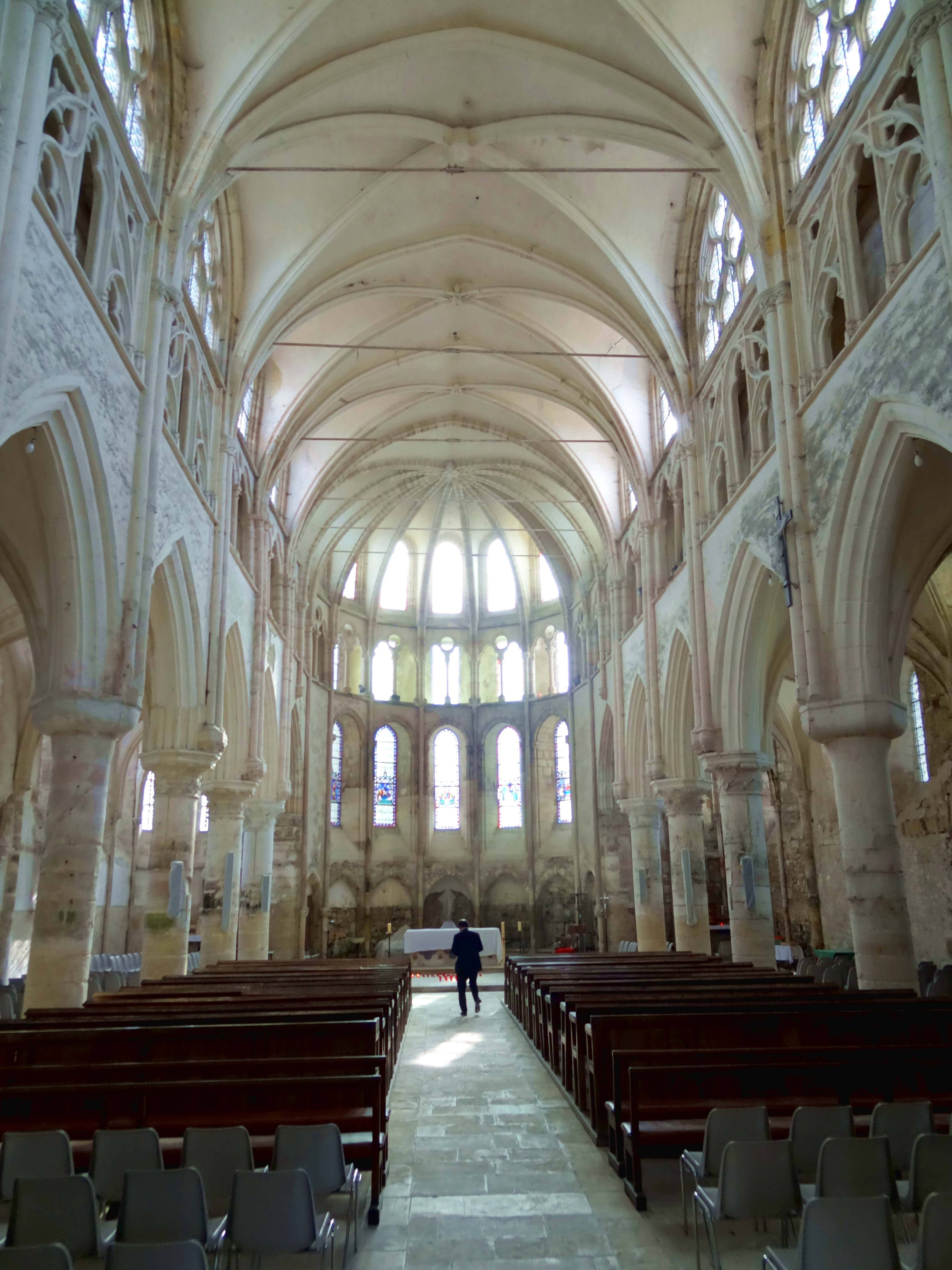
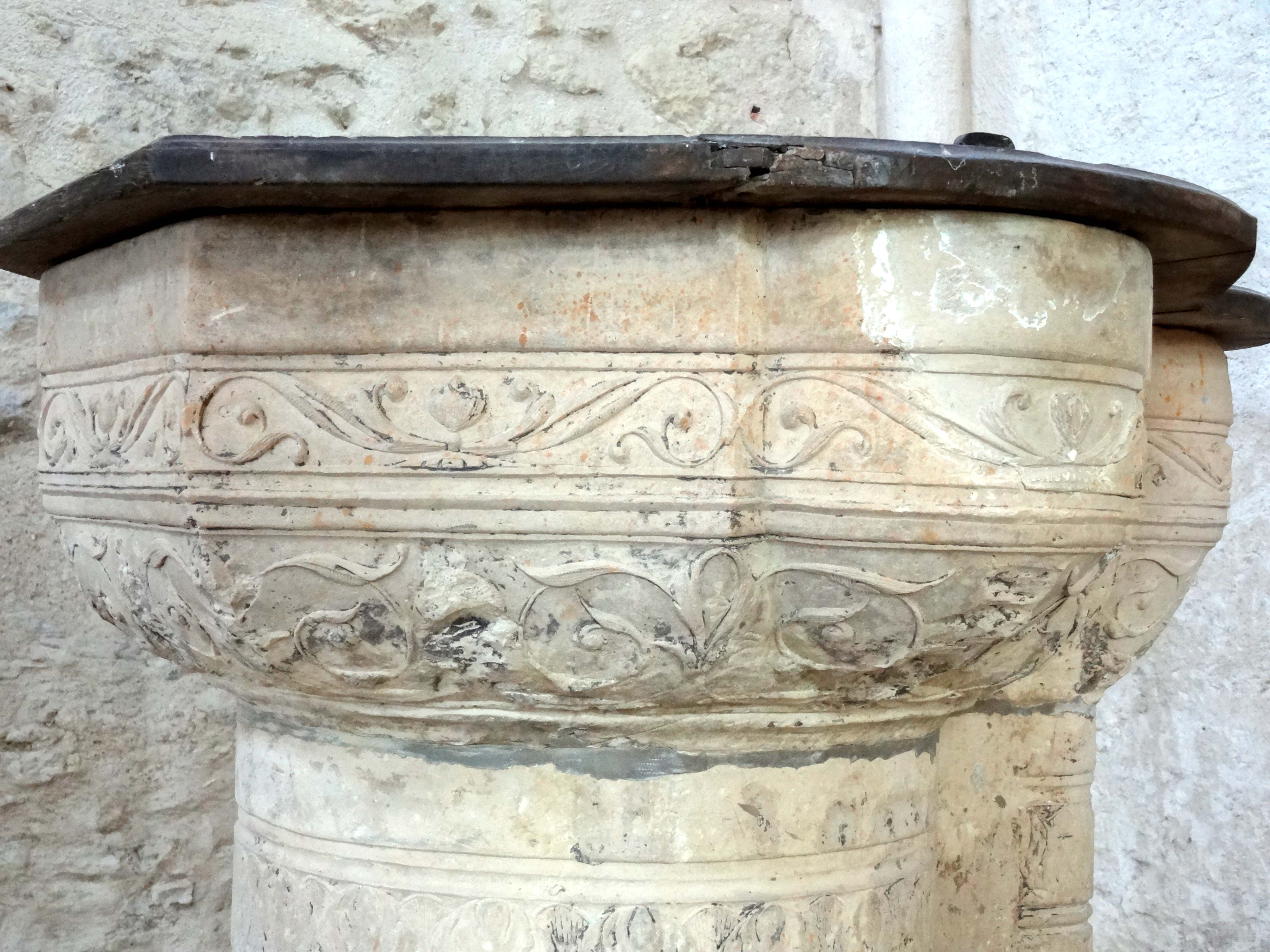
Fonts baptismaux.

## Mobilier et œuvres d'art
- Descente de Croix, huile sur toile de Jean Commère.